# Eckart Förster (Philosoph)

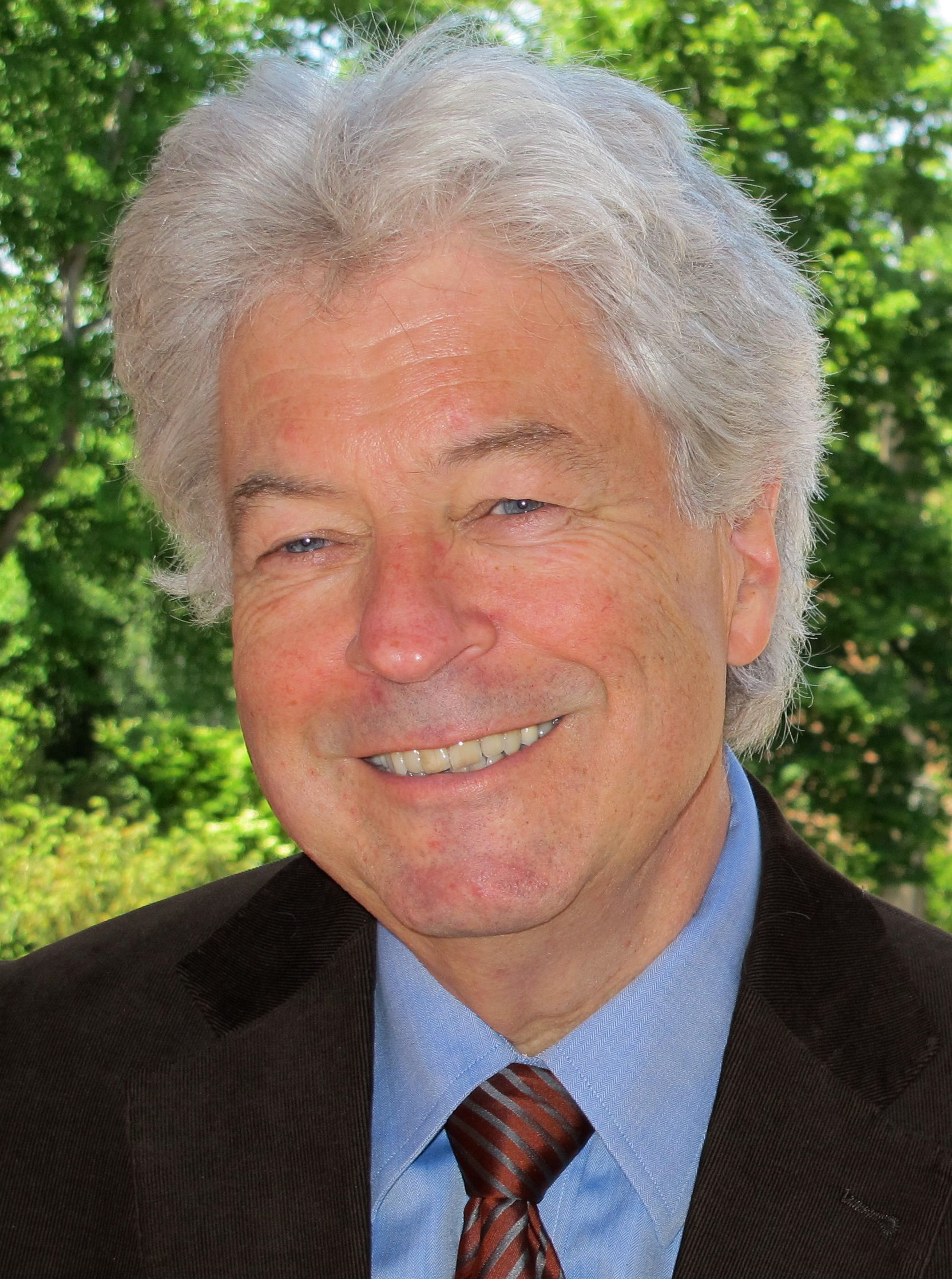
Eckart Förster (2011)

Eckart Förster (* 12. Januar 1952 in Bremen) ist ein deutscher Philosoph und Hochschullehrer. Bis zur Emeritierung am 1. Januar 2021 lehrte er als Professor an der Johns-Hopkins-Universität in Baltimore und als Honorarprofessor an der Humboldt-Universität in Berlin.

## Biographie
Förster studierte von 1971 bis 1973 an der Philosophisch-Theologischen Hochschule Sankt Georgen in Frankfurt am Main (Philosophicum 1973), 1973 bis 1976 Philosophie in Frankfurt und ab 1976 an der Universität Oxford mit dem Bachelor in Philosophie 1979 und der Promotion 1982 (Kant and the Problem of Transcendental Arguments) bei Peter Strawson. Von 1980 bis 1982 war er Lecturer am Balliol College in Oxford, 1982 bis 1983 Lecturer an der Harvard University und 1983 bis 1996 Professor an der Stanford University (1983 Assistant Professor, 1990 Associate Professor, 1996 Full Professor), sowohl in der Abteilung Philosophie als auch Germanistik. 1996 wurde er Ordinarius an der Ludwig-Maximilians-Universität München (Lehrstuhl II als Nachfolger von Dieter Henrich), was er bis 2003 blieb. Von 2001 bis 2020 war er Professor an der Johns Hopkins University. Von 2004 bis 2020 war er außerdem Honorarprofessor an der Humboldt-Universität Berlin.
Er war 1988/89 Gastprofessor an der Princeton University, 1998 an der staatlichen Universität in Porto Alegre in Brasilien, 1999 an der Ohio State University (Max Kade Gastprofessor) und 2022 an der New York University (Eberhard Berent Goethe Chair). 
1976 wurde er Rhodes Scholar. Er erhielt 1979 den Ernest Walker Preis in Philosophie des Balliol College und war 1987 Fellow des Stanford Humanity Center. 1992 erhielt er den Peter and Helen Bing Award for Excellence in Teaching an der Stanford University. 2005 war er Guggenheim Fellow.
Seit 1998 war er in der Jacobi-Kommission und 2000 in der Schelling-Kommission der Bayerischen Akademie der Wissenschaften und 2001 bis 2012 in der Kant-Kommission der Berlin-Brandenburgischen Akademie der Wissenschaften.
Er publizierte vor allem über Kant und den Deutschen Idealismus sowie über Goethes naturwissenschaftliches Denken. Viel Beachtung erhielt sein Buch Die 25 Jahre der Philosophie (2011), in dem er nachzeichnet, warum sich Kant am Beginn der Philosophiegeschichte sah und Hegel 25 Jahre später diese mit seinem Werk als beendet ansah. Für dieses Buch wurde ihm 2017 der Kuno-Fischer-Preis der Universität Heidelberg verliehen. Er veröffentlichte auch über Kants Opus postumum (Englische Ausgabe mit Kommentar 1993), Goethes Wissenschaftsphilosophie, die pythagoräische Tradition und Hölderlin.

## Schriften
Bücher:
- Die 25 Jahre der Philosophie. Frankfurt am Main: Vittorio Klostermann, 2011, 3. Auflage 2018. ISBN 978-3-465-04166-5
  - Englische Ausgabe: The Twenty-Five Years of Philosophy, Harvard UP 2012, 2. Auflage 2017 (Japanische Ausgabe 2021, Koreanische und Türkische Ausgaben sind in Vorbereitung)
  - Dazu erschien ein Essay Band: Übergänge – diskursiv oder intuitiv? Essays zu Eckart Försters „Die 25 Jahre der Philosophie“, Hrsg. Johannes Haag und Markus Wild. Frankfurt am Main: Klostermann 2013. ISBN 978-3-465-04176-4
- Kant’s Final Synthesis. Cambridge, Mass.: Harvard University Press, 2000. ISBN 978-0-674-00981-3
- Reflexionen des Geistes in Philosophie und Kunst. Dornach: Verlag am Goetheanum, 2021. ISBN 978-3-7235-1660-7
- Grenzen der Erkenntnis? Stuttgart-Bad Cannstatt: frommann-holzboog 2022. ISBN 978-3-7728-2932-1
- Herausgeber und Übersetzer (mit Michael Rosen): Kant's Opus postumum, Cambridge UP 1993
- Herausgeber: Kant's Transcendental Deductions. The Three Critiques and the Opus postumum, Stanford UP 1998
- Herausgeber mit Yitzhak Y. Melamed: Spinoza and German Idealism, Cambridge UP 2012

Einige Aufsätze:
- Is there a gap in Kant's critical system? In: Journal of the History of Philosophy, Band 25, 1987, S. 533–555
- Kant's Refutation of Idealism, in: A. J. Holland (Hrsg.): Philosophy, its History and Historiography, Dordrecht: Reidel 1985, S. 287–303
- Fichte und der Atheismusstreit von 1799, in Venanz Schubert (Hrsg.): Welt ohne Gott? Theoretischer und Praktischer Atheismus, St. Ottilien: Eos Verlag 1999, S. 65–84
- Kant's Metaphysikbegriff, in: Dieter Henrich, Rolf-P. Horstmann, Metaphysik nach Kant? Klett-Cotta 1988, S. 123–136
- Kant's Selbstsetzungslehre, in: Eckart Förster (Hrsg.): Kant's Transcendental Deductions. The Three Critiques and the Opus postumum, Stanford University Press, 1989, S. 217–238.
- To lend wings to physics once again. 'Hölderlin and the Oldest System-Programme of German Idealism, in: European J. of Philosophy, Band 3, 1995, S. 174–198
- Was darf ich hoffen? Zum Problem der Vereinbarkeit von theoretischer und praktischer Vernunft Bei Immanuel Kant, in: Zeitschrift für philosophische Forschung, Band 46, 1992, S. 169–189
- Die beiden Vorreden der KrV, in: G. Mohr, M. Willaschek (Hrsg.): Kooperativer Kommentar zu Kants Kritik der Reinen Vernunft, Berlin: Akademie-Verlag 1998, S. 37–55
- Da geht der Mann dem wir alles verdanken! Eine Untersuchung zum Verhältnis Goethe/Fichte, in: Deutsche Zeitschrift für Philosophie, Band 45, 1997, S. 1–14
- Die Wandlungen in Kants Gotteslehre, in: Zeitschrift für philosophische Forschung, Band 52, 1998, S. 341–362
- Die Bedeutung von §76, 77 der Kritik der Urteilskraft für die Entwicklung der nachkantischen Philosophie, 2 Teile, in: Zeitschrift für philosophische Forschung, Band 56, 2002, S. 169–190, 322–345
- Hegels Entdeckungsreisen, in: Klaus Vieweg, Wolfgang Welsch (Hrsg.): Hegels Phänomenologie des Geistes, Suhrkamp 2008, S. 37–57
- Kant und Strawson über ästhetische Urteile, in: Jürgen Stolzenberg, Kant in der Gegenwart, de Gruyter 2007, S. 269–289, (englisches Original in H.-J. Glock, Strawson and Kant, Clarendon Press 2003)
- Der Deutsche Idealismus aus der Sicht der USA, in: Jahrbuch der Japanischen Hegel-Gesellschaft, Band 13, 2007, S. 115–123
- Goethe als Philosoph, Die Drei, Band 78, 2008, S. 9–19
- Goethe und die Idee der Naturphilosophie, in: Jonas Maatsch, Morphologie und Moderne. Goethes anschauliches Denken in den Geistes- und Naturwissenschaften seit 1800, De Gruyter 2014, S. 43–56

Von ihm stammen die Artikel Jacob Sigismund Beck in der Routledge Encyclopedia of Philosophy, Hölderlin in Metzler Lexikon Religiöser Denker (2000) und Gadamer im Fontana Biographical Compendium of Modern Thought sowie Beiträge zum Kant-Lexikon (Hrsg. Marcus Willaschek et al., de Gruyter 2015).
Er war Herausgeber von Essays über Hölderlin von Dieter Henrich (The course of remembrance and other essays on Hölderlin, Stanford UP 1997).